# Хараламбос Папаіоанну
Хараламбос «Харіс» Папаіоанну (грец. Χαράλαμπος "Χάρης" Παπαϊωάννου, 4 січня 1971, Афіни, Греція) — грецький дзюдоїст.

## Досягнення
| Рік  | Турнір                      | Місце | Вагова категорія    |
| ---- | --------------------------- | ----- | ------------------- |
| 2003 | Чемпіонат Європи з дзюдо    | 5     | відкрита категорія  |
| 1996 | Літні Олімпійські ігри 1996 | 7     | важка вага (+95 кг) |
| 1994 | Чемпіонат Європи з дзюдо    | 7     | відкрита категорія  |
| 1993 | Середземноморські ігри 1993 | 3     | важка вага (+95 кг) |